# Takuma Satō
Takuma Satō (japanisch 佐藤 琢磨 Satō Takuma; * 28. Januar 1977 in Shinjuku, Tokio) ist ein japanischer Automobilrennfahrer, der seit 2010 in der IndyCar Series aktiv ist. 2001 wurde er britischer Formel-3-Meister. Von 2002 bis 2008 startete Satō für verschiedene Teams zu 90 Formel-1-Rennen. Satō gewann das Indianapolis 500 in den Jahren 2017 und 2020. Er ist der erste asiatische Fahrer, dem dies gelang.

## Karriere

### Anfänge im Motorsport (1996–2001)
Satō begann seine Motorsportkarriere 1996 im Kartsport, in dem er bis 1997 aktiv war. Er war 1997 Mitglied der Honda Suzuka Racing School. 1998 startete er zunächst bei einem Rennen der japanischen Formel-3-Meisterschaft. Allerdings beendete er sein Engagement bereits nach einem Rennen und wechselte nach Europa. Er trat in der britischen Formel Vauxhall Junior an. 1999 wurde Satō Sechster in der Formula Opel Euroseries. Außerdem trat er in der nationalen Klasse der britischen Formel-3-Meisterschaft an und beendete die Saison auf dem vierten Platz.
2000 wechselte Satō zu Carlin Motorsport und wurde mit vier Siegen aus zwölf Rennen Dritter in der britischen Formel 3. 2001 blieb Satō in der britischen Formel-3-Meisterschaft und gewann 12 von 25 Rennen. Er entschied das Titelduell gegen seinen Teamkollegen Anthony Davidson mit 345 zu 272 Punkten für sich. Außerdem gewann er das Formel-3-Masters und den Macau Grand Prix. In dieser Saison war Satō zudem ein Testfahrer des Formel-1-Teams British American Racing.

### Formel 1 (2002–2008)

#### Jordan (2002)
2002 erhielt Satō ein Formel-1-Cockpit bei Jordan. Er wurde bei seinem Formel-1-Debüt von Jordans Motorenpartner Honda unterstützt. Während sein Teamkollege Giancarlo Fisichella bei einigen Rennen Punkte erzielen konnte, fiel Satō öfter durch Unfälle auf. Beim Großen Preis von Österreich kollidierte er mit Nick Heidfeld und konnte das Auto zunächst nicht verlassen. Beim Saisonfinale, seinem Heimrennen in Suzuka, erzielte Satō mit einem fünften Platz seine erste Punkteplatzierung. Die Saison schloss er auf dem 15. Gesamtrang ab.

#### BAR (2003–2005)
2003 beendete Honda die Zusammenarbeit mit Jordan und Satō wurde Testfahrer bei British American Racing, die mit Honda-Motoren fuhren. Nachdem er für die Saison 2004 als Einsatzpilot neben Jenson Button unter Vertrag genommen worden war, verließ Jacques Villeneuve, den Satō ersetzen sollte, vorzeitig das Team und Satō trat 2003 bei seinem Heim-Grand-Prix an. Wie im Vorjahr gelang es ihm erneut bei diesem Rennen Punkte zu erzielen. Die Saison beendete er auf dem 18. Platz in der Fahrerwertung.

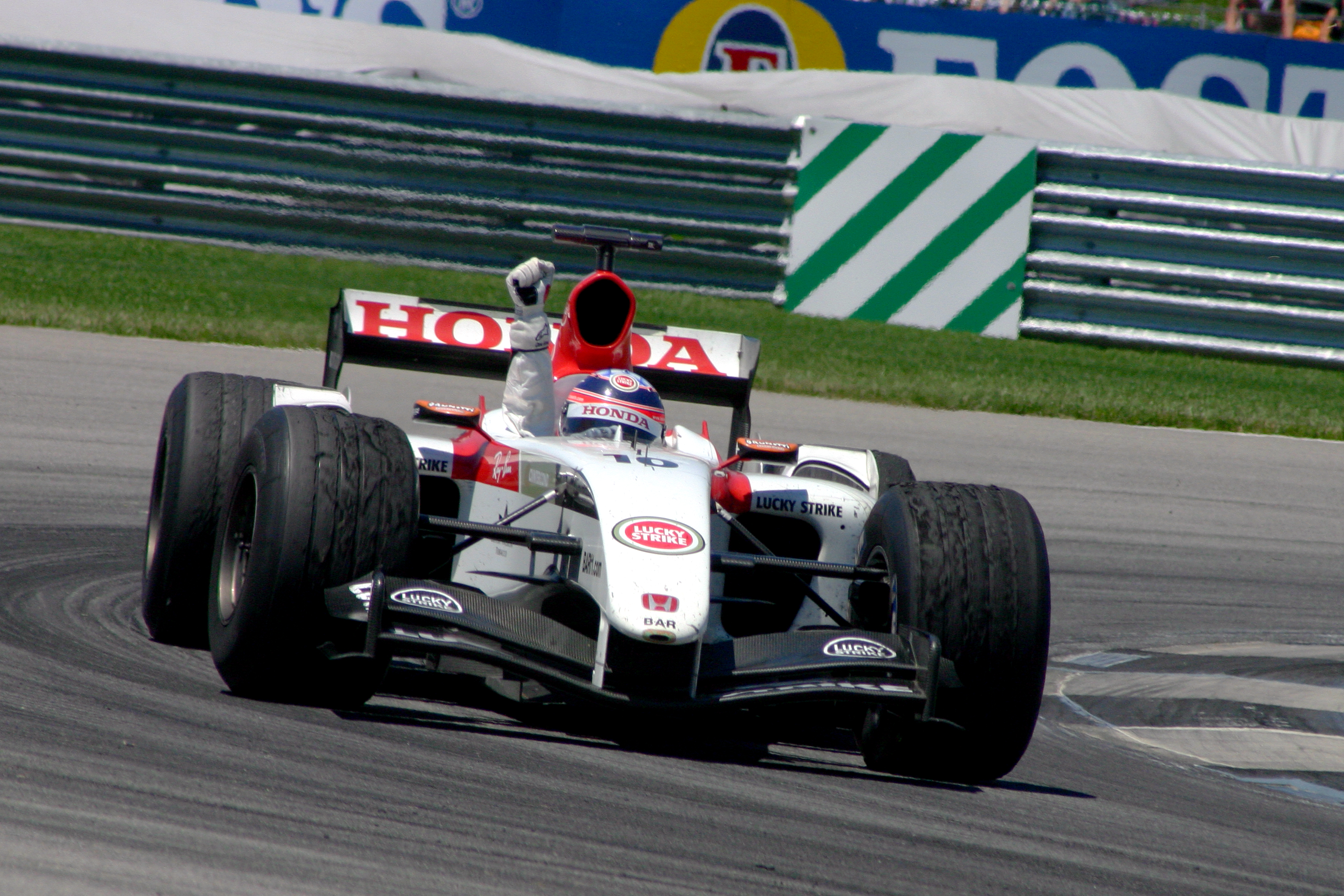
Satō freut sich über seinen dritten Platz beim Großen Preis der USA 2004 in Indianapolis

2004 verfügte British American Racing über ein konkurrenzfähiges Auto und wurde Zweiter in der Konstrukteursweltmeisterschaft. Satō gelang es beim Großen Preis der USA in Indianapolis als Dritter zum ersten Mal auf dem Podium zu stehen. In der zweiten Saisonhälfte gelang es ihm beinahe bei jedem Rennen in die Punkteränge zu fahren. Obwohl er mit einem achten Platz in der Fahrerweltmeisterschaft sein bisher bestes Gesamtergebnis seiner Karriere erzielte, unterlag er seinem Teamkollegen Button mit 85 zu 34 Punkten deutlich.
2005 knüpfte Satō nicht an die Ergebnisse des Vorjahres an. Bereits beim zweiten Rennen, dem Großen Preis von Malaysia, musste er aufgrund einer Krankheit pausieren und wurde durch seinen ehemaligen Formel-3-Teamkollegen Davidson ersetzt. Im weiteren Verlauf musste Satō weitere Grand Prix auslassen, da sein Team aufgrund Untergewichts disqualifiziert und für zwei Rennen ausgeschlossen wurde. Beim Großen Preis von Japan wurde er wegen einer von ihm verschuldeten Kollision mit Jarno Trulli disqualifiziert. Die Saison beendete er mit einem Punkt auf dem 23. Gesamtrang.
Zwar wurde British American Racing nach dieser Saison von Honda übernommen, Satō wurde jedoch durch Rubens Barrichello ersetzt.

#### Super Aguri (2006–2008)

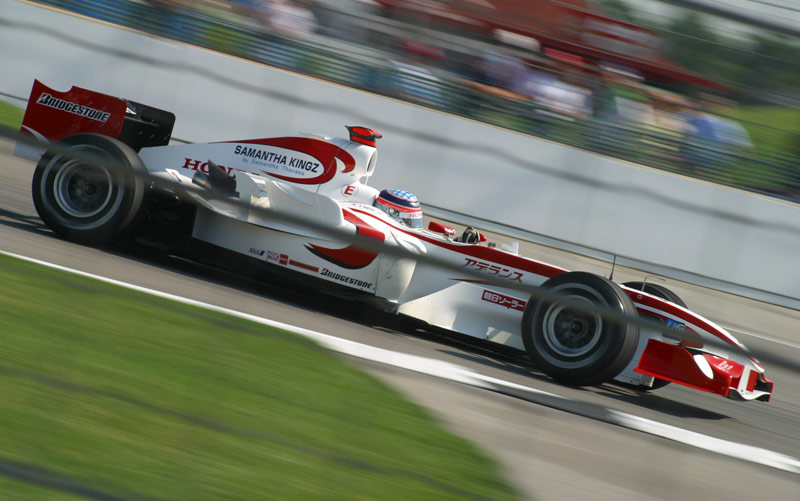
Satō im Super Aguri, 2006

Für die Saison 2006 war Satō zunächst ohne Cockpit. Schließlich ermöglichte ihm Honda eine weitere Saison in der Formel 1 beim neugegründeten Rennstall Super Aguri F1. Teambesitzer Aguri Suzuki verwendete zunächst alte Arrows-Chassis. Zwar erzielte Satō in dieser Saison keine Punkte, es gelang ihm jedoch sich gegen seine drei abwechselnden Teamkollegen durchzusetzen. In der Gesamtwertung wurde er wie im Vorjahr 23.

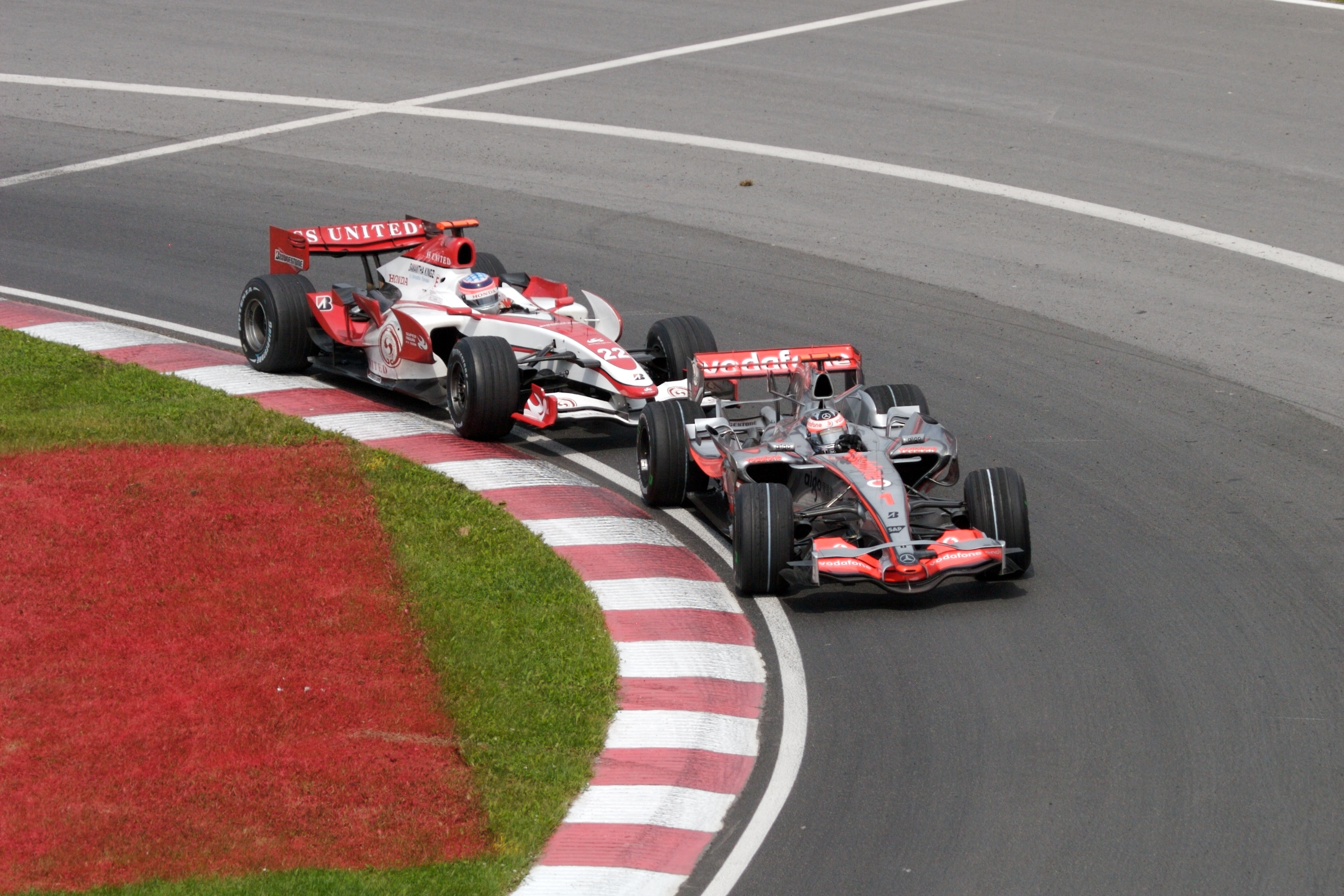
Beim Großen Preis von Kanada 2007 setzte Satō (hinten) Fernando Alonso (vorne) unter Druck

2007 war Super Aguri dank eines neuen Chassis konkurrenzfähiger als im Vorjahr. Mit Davidson erhielt Satō einen neuen Teamkollegen. Beim Großen Preis von Spanien erzielte er mit einem achten Platz den ersten Punkt für sein Team. Zwei Rennen später, beim Großen Preis von Kanada, überholte er in der Schlussphase des Rennens dank einer anderen Strategie Fernando Alonso, den amtierenden Weltmeister, und beendete das Rennen als Sechster. Am Ende der Saison belegte er den 17. Gesamtrang. Sein Teamkollege Davidson blieb in dieser Saison ohne Punkte.
Die Saison 2008 begann mit einigen Schwierigkeiten: Super Aguri stellte sein neues Auto nicht rechtzeitig fertig und das Team ging mit einem erheblichen Entwicklungsrückstand ins erste Rennen. Erwartungsgemäß standen die japanischen Boliden am hinteren Ende des Feldes. Nach vier Rennen stieg das Team aufgrund finanzieller Probleme aus der laufenden Weltmeisterschaft aus. Satō war somit ohne Renncockpit. Er belegte am Saisonende den 21. Gesamtrang.
Satō versuchte anschließend ein Cockpit für die Saison 2009 zu erhalten. Zwar absolvierte er Testfahrten für die Scuderia Toro Rosso, für das Renncockpit wurde ihm jedoch Sébastien Buemi vorgezogen.

### IndyCar Series (seit 2010)

#### KV Racing Technology (2010–2011)
Nachdem Satō 2009 in keiner anderen Rennserie starten konnte, wechselte er 2010 in die amerikanische IndyCar Series zu KV Racing Technology. Sein Fahrzeug war in den traditionellen Farben des britischen Herstellers Lotus lackiert und er wurde von Lotus unterstützt. Zwar fiel Satō auch durch seine Schnelligkeit auf, meistens geriet er jedoch durch Unfälle in den Blickpunkt der Öffentlichkeit. Bei 17 Rennen fiel er 9 Mal aus. Mit einem neunten Platz in Edmonton als bestes Resultat beendete er seine Debütsaison auf dem 21. Platz in der Meisterschaft.

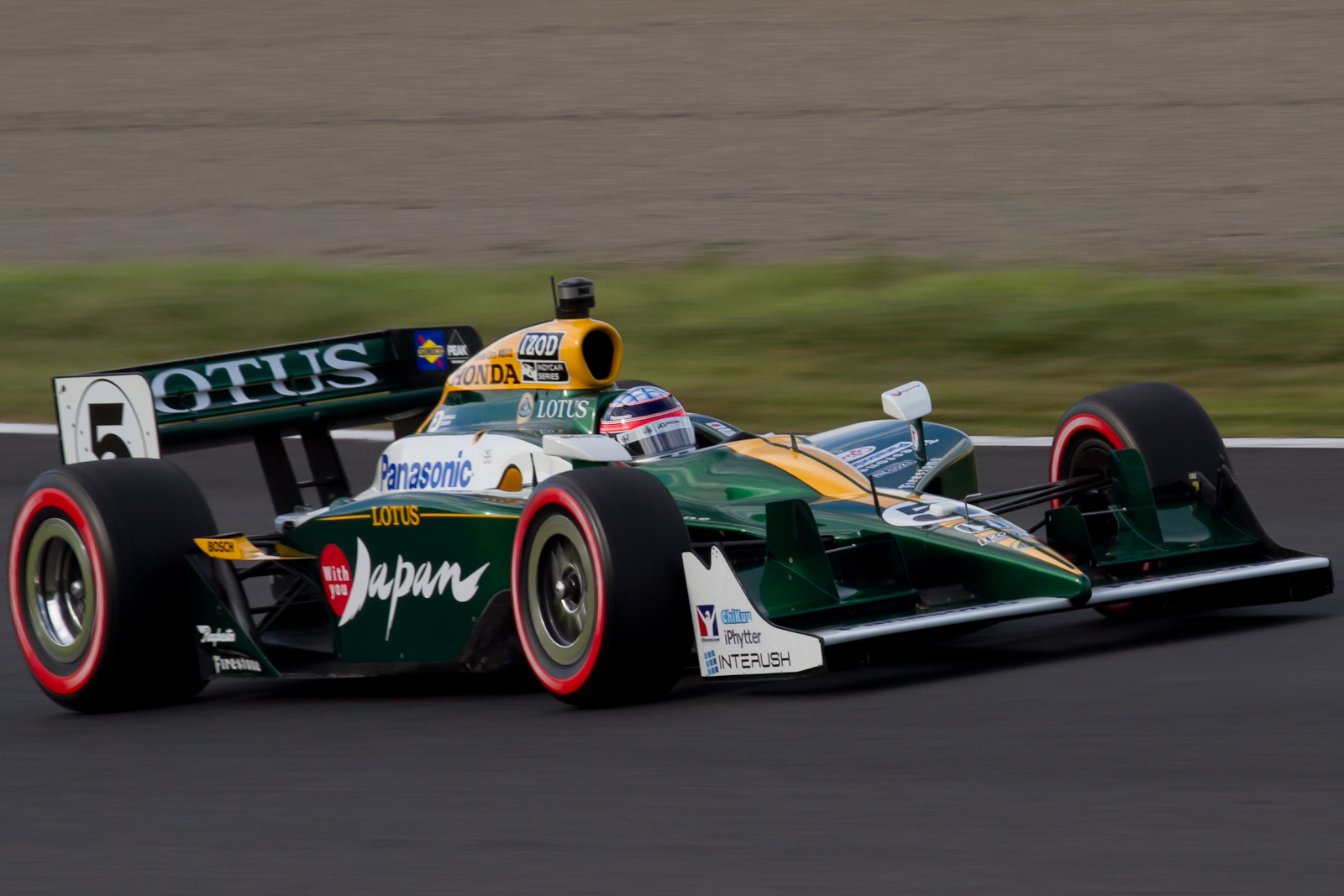
Satō im Qualifying zu seinem Heimrennen in Motegi 2011

2011 absolvierte Satō seine zweite Saison in der IndyCar Series für sein Team, das in dieser Saison als KV Racing Technology – Lotus antrat. Als Fünfter erzielte er beim Saisonauftakt in Saint Petersburg seine bis dahin beste IndyCar-Platzierung. Beim vierten Rennen in São Paulo, das unter nassen Bedingungen stattfand, führte Satō das Rennen kontrolliert an und hatte gute Chancen auf den Sieg. Ein Strategiefehler seines Teams verhinderte jedoch dieses Ergebnis und er kam auf dem achten Platz ins Ziel. Auf dem Ovalkurs in Newton erzielte Satō seine erste Pole-Position in der IndyCar-Series. Im Rennen schied er aus. In Edmonton erzielte er ein weiteres Mal die Pole-Position. Die Chance auf eine Podest-Platzierung wurde durch eine Kollision mit Ryan Hunter-Reay zunichtegemacht. Hunter-Reay wurde im Anschluss von der Rennleitung mit einer Durchfahrtsstrafe belegt, während Satō nach hinten zurückfiel. Ein Rennen später in Lexington verpasste Satō mit einem vierten Platz erneut das Podium, erzielte allerdings sein bis dahin bestes IndyCar-Resultat. Er schloss die Saison auf dem 13. Platz im Gesamtklassement ab.

#### Rahal Letterman Lanigan Racing (2012)
2012 wechselte Satō innerhalb der IndyCar Series zu Rahal Letterman Lanigan, die mit Honda-Motoren an den Start gingen. Beim Saisonauftakt in St. Petersburg, den er zwischenzeitlich anführte, schied er mit technischen Problemen aus. Zwei Rennen später in Long Beach lag Satō am Anfang der Schlussrunde auf dem dritten Platz. Er kollidierte jedoch schließlich mit Hunter-Reay und erreichte das Ziel nicht. Er wurde als Achter gewertet. Beim vierten Rennen in São Paulo gelang ihm schließlich mit einem dritten Platz seine erste Podest-Platzierung in der IndyCar Series. Im folgenden Rennen, dem Indianapolis 500, griff Satō in der letzten Runden den Führenden Dario Franchitti an. Dabei kam er mit einem Rad zu weit nach innen, sodass er die Kontrolle über sein Fahrzeug verlor und in die Mauer fuhr. Er wurde als 17. gewertet. Beim Edmonton Indy erzielte Satō mit einem zweiten Platz seine bis dahin beste Platzierung in der IndyCar Series. In der Schlussphase lag er in Schlagdistanz zum späteren Sieger Hélio Castroneves. Beim letzten Saisonrennen, dem MAVTV 500, schied Satō ein weiteres Mal kurz vor Rennende in der Spitzengruppe fahrend aus. Am Saisonende war Satō 14. in der Fahrerwertung. Bei 10 von 15 Rennen kam er in dieser Saison nicht ins Ziel. Im Anschluss an die Saison war Satō in weiteren Rennserien aktiv. Zum einen nahm er an vier Rennen der Formel Nippon für das Team Mugen teil. Er blieb ohne Punkte und wurde 15. der Fahrerwertung. Zum anderen trat er für OAK Racing zu zwei Rennen der FIA-Langstrecken-Weltmeisterschaft (WEC) an. Er bildete ein Fahrertrio mit Bertrand Baguette und Dominik Kraihamer. Satō belegte den 80. Platz in der Fahrerweltmeisterschaft.

#### A. J. Foyt Enterprises (2013–2016)

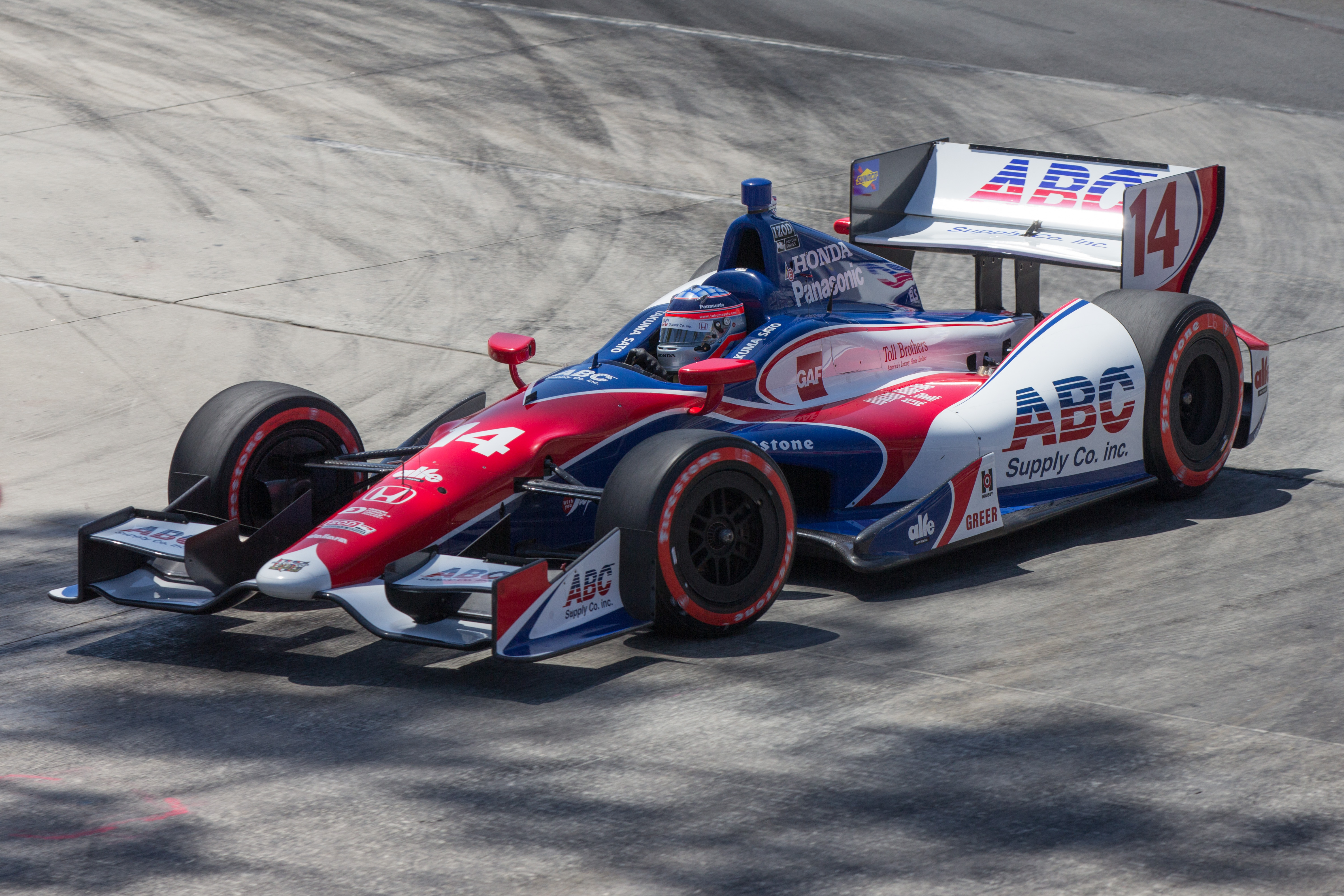
In Long Beach gewann Satō 2013 sein erstes von sechs IndyCar-Rennen

2013 blieb Satō in der IndyCar Series und wechselte erneut das Team. Er ging in dieser Saison für A. J. Foyt Enterprises an den Start. Bei den ersten neun Rennen fiel Satō nur einmal aus und kam viermal in die Top-10. Beim Saisonauftakt in Saint Petersburg erreichte er im Qualifying den zweiten Platz. Im Rennen kam er auf der achten Position ins Ziel. Zwei Rennen später in Long Beach erzielte Satō seinen ersten IndyCar-Sieg mit einer überzeugenden Leistung. Ein Rennen später in São Paulo führte er das Rennen die meisten Runden an. In der letzten Kurve machte er jedoch einen kleinen Fehler, der James Hinchcliffe ermöglichte, vorbeizufahren und zu gewinnen. Satō wurde Zweiter und ging als Gesamtführender in das Indianapolis 500, das er auf dem 13. Platz beendete. Er verlor die Meisterschaftsführung nach diesem Rennen und lag nach dem neunten Rennen auf dem vierten Platz in der Fahrerwertung. In der zweiten Saisonhälfte gelang es Satō jedoch nicht, an die Leistungen aus den ersten Rennen anzuknüpfen. Bei diesen zehn Rennen kam er nur einmal ins Ziel und ein 14. Platz war sein bestes Ergebnis. Dadurch wurde er in der Fahrerwertung nach hinten gereicht und lag am Saisonende nur noch auf der 17. Position. Außerdem nahm Satō 2013 für das Team Mugen an fünf Rennen der Super Formula, der Nachfolgeserie der Formel Nippon, teil. Dabei war ein achter Platz sein bestes Ergebnis und er wurde 18. im Gesamtklassement. 2014 trat Satō in der IndyCar Series erneut für A. J. Foyt Enterprises an. Er startete zweimal von der Pole-Position und ein vierter Platz in Sonoma war sein bestes Ergebnis. Er beendete die Meisterschaft auf dem 18. Rang. Nach Ende der IndyCar-Saison nahm Satō als Vertretung für António Félix da Costa am Beijing ePrix, dem ersten Rennen der FIA-Formel-E-Meisterschaft 2014/15 teil. Er startete dabei für seinen ehemaligen Formel-1-Rennstall Super Aguri, der in dieser Serie als Amlin Aguri antritt. Er schied aus, fuhr jedoch die schnellste Runde, sodass er zwei Punkte erhielt. 2015 blieb Satō in der IndyCar Series bei A. J. Foyt Enterprises. Beim zweiten Detroit-Rennen wurde er Zweiter. In der Fahrerwertung erreichte er den 14. Platz.
2016 absolvierte Satō eine weitere IndyCar-Saison für A. J. Foyt Enterprises. Mit zwei fünften Plätzen als besten Ergebnissen beendete er die Saison auf dem 17. Gesamtrang. 

#### Andretti Autosport (2017)

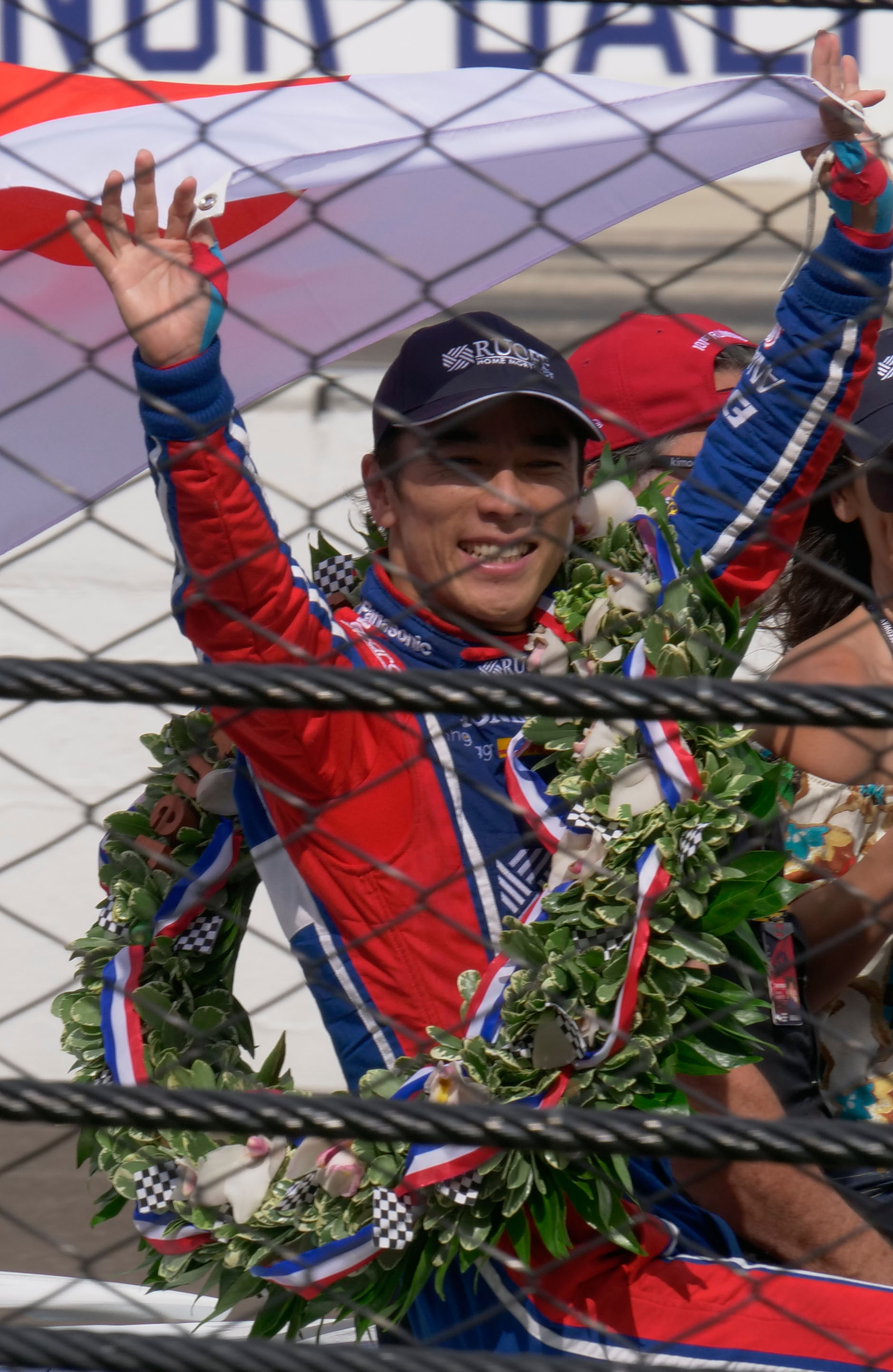
Satō siegte 2017 beim Indy 500

Für die Saison 2017 wechselte Foyt von Honda- zu Chevrolet-Motoren und Satō zu Andretti Autosport. In diesem Jahr gewann er das Indianapolis 500. In Runde 196 überholte er Hélio Castroneves, auf den er im Ziel 0,2 Sekunden Vorsprung hatte. In den verbleibenden Rennen startete er zweimal von der Pole-Position. In der Fahrerwertung belegte er den achten Platz.

#### Rahal Letterman Lanigan Racing (2018–2021)
2018 kehrte er zu Rahal Letterman Lanigan Racing zurück. Er wurde in Newton Dritter und gewann in Portland. Er wurde Zwölfter in der Fahrerwertung. 2019 startete er im dritten Saisonrennen in Birmingham von der Pole und gewann das Rennen. Beim Indy 500 und in Detroit kam er als Dritter ins Ziel. Er siegte ein weiteres Mal in Madison mit 0,04 Sekunden Vorsprung auf Ed Carpenter. Er belegte den neunten Platz in der Meisterschaft. 2020 wiederholte Satō seinen Erfolg beim Indy 500. In der Meisterschaft wurde er Siebter. 2021 war sein bestes Ergebnis ein vierter Platz in Detroit. Satō wurde Elfter in der Meisterschaft. 2022 wird Satō nicht mehr für das Team fahren.

#### Dale Coyne Racing (2022)
Im Jahr 2022 fuhr Satō alle 17 Rennen für Dale Coyne Racing mit der Startnummer 51 und erreichte im Gesamtklassement Rang 19 mit 258 Punkten. Seine beste Platzierung war im 15. Rennen beim Bommarito Automotive Group 500 auf dem Oval-Kurs World Wide Technology Raceway at Gateway ein 5. Rang. 

#### Chip Ganassi Racing (2023)
In der Saison 2023 fuhr Satō für Chip Ganassi Racing die Ovalrennen mit der Startnummer 11. Das Programm bestand aus fünf Rennen: Indy 500, Texas Motor Speedway, World Wide Technology Raceway und zwei Rennen auf dem Iowa Speedway.

## Persönliches
Satō ist verheiratet und hat zwei Kinder.

## Statistik

### Karrierestationen
- 1996–1997: Kartsport
- 1998: Britische Formel Vauxhall Junior
- 1999: Formula Opel Euroseries (Platz 6)
- 1999: Britische Formel 3, nationale Klasse (Platz 4)
- 2000: Britische Formel 3 (Platz 3)
- 2001: Britische Formel 3 (Meister)
- 2001: Formel 1 (Testfahrer)
- 2002: Formel 1 (Platz 15)
- 2003: Formel 1 (Platz 18)
- 2004: Formel 1 (Platz 8)
- 2005: Formel 1 (Platz 23)
- 2006: Formel 1 (Platz 23)
- 2007: Formel 1 (Platz 17)
- 2008: Formel 1 (Platz 21)
- 2010: IndyCar Series (Platz 21)
- 2011: IndyCar Series (Platz 13)
- 2012: IndyCar Series (Platz 14)
- 2012: Formel Nippon (Platz 15)
- 2012: WEC (Platz 80)
- 2013: IndyCar Series (Platz 17)
- 2013: Super Formula (Platz 18)
- 2014: IndyCar Series (Platz 18)
- 2015: Formel E (Platz 24)
- 2015: IndyCar Series (Platz 14)
- 2016: IndyCar Series (Platz 17)
- 2017: IndyCar Series (Platz 8)
- 2018: IndyCar Series (Platz 12)
- 2019: IndyCar Series (Platz 9)
- 2020: IndyCar Series (Platz 7)
- 2021: IndyCar Series (Platz 11)
- 2022: IndyCar Series (Platz 19)
- 2023: IndyCar Series (Platz 29)

### Statistik in der Formel-1-Weltmeisterschaft
Diese Statistik umfasst alle Teilnahmen des Fahrers an der Formel-1-Weltmeisterschaft.

#### Gesamtübersicht
| Saison | Team                     | Chassis                 | Motor         | Rennen | Siege | Zweiter | Dritter | Poles | schn. Rennrunden | Punkte | WM-Pos. |
| ------ | ------------------------ | ----------------------- | ------------- | ------ | ----- | ------- | ------- | ----- | ---------------- | ------ | ------- |
| 2002   | DHL Jordan Honda         | Jordan EJ12             | Honda 3.0 V10 | 17     | –     | –       | –       | –     | –                | 2      | 15.     |
| 2003   | Lucky Strike B·A·R Honda | BAR 005                 | Honda 3.0 V10 | 1      | –     | –       | –       | –     | –                | 3      | 18.     |
| 2004   | Lucky Strike B·A·R Honda | BAR 006                 | Honda 3.0 V10 | 18     | –     | –       | 1       | –     | –                | 34     | 8.      |
| 2005   | Lucky Strike B·A·R Honda | BAR 007                 | Honda 3.0 V10 | 15     | –     | –       | –       | –     | –                | 1      | 23.     |
| 2006   | Super Aguri Formula 1    | Super Aguri SA05 / SA06 | Honda 2.4 V8  | 18     | –     | –       | –       | –     | –                | –      | 23.     |
| 2007   | Super Aguri Formula 1    | Super Aguri SA07        | Honda 2.4 V8  | 17     | –     | –       | –       | –     | –                | 4      | 17.     |
| 2008   | Super Aguri F1 Team      | Super Aguri SA08        | Honda 2.4 V8  | 4      | –     | –       | –       | –     | –                | –      | 21.     |
| Gesamt | Gesamt                   | Gesamt                  | Gesamt        | 90     | –     | –       | 1       | –     | –                | 44     |         |

#### Einzelergebnisse
| Saison | 1   | 2   | 3   | 4   | 5   | 6   | 7   | 8   | 9   | 10  | 11  | 12 | 13  | 14  | 15  | 16 | 17  | 18  | 19 |
| ------ | --- | --- | --- | --- | --- | --- | --- | --- | --- | --- | --- | -- | --- | --- | --- | -- | --- | --- | -- |
| 2002   |     |     |     |     |     |     |     |     |     |     |     |    |     |     |     |    |     |     |    |
| DNF    | 9   | 9   | DNF | DNF | DNF | DNF | 10  | 16  | DNF | DNF | 8   | 10 | 11  | 12  | 11  | 5  |     |     |    |
| 2003   |     |     |     |     |     |     |     |     |     |     |     |    |     |     |     |    |     |     |    |
|        |     |     |     |     |     |     |     |     |     |     |     |    |     |     | 6   |    |     |     |    |
| 2004   |     |     |     |     |     |     |     |     |     |     |     |    |     |     |     |    |     |     |    |
| 9      | 15* | 5   | 16* | 5   | DNF | DNF | DNF | 3   | DNF | 11  | 8   | 6  | DNF | 4   | 6   | 4  | 6   |     |    |
| 2005   |     |     |     |     |     |     |     |     |     |     |     |    |     |     |     |    |     |     |    |
| 14     | INJ | DNF | DSQ | EX  | EX  | 12  | DNF | DNS | 11  | 16  | 12  | 8  | 9   | 16  | DNF | 10 | DSQ | DNF |    |
| 2006   |     |     |     |     |     |     |     |     |     |     |     |    |     |     |     |    |     |     |    |
| 18     | 14  | 12  | DNF | DNF | 17  | DNF | 17  | 15  | DNF | DNF | DNF | 13 | NC  | 16  | DSQ | 15 | 10  |     |    |
| 2007   |     |     |     |     |     |     |     |     |     |     |     |    |     |     |     |    |     |     |    |
| 12     | 13  | DNF | 8   | 17  | 6   | DNF | 16  | 14  | DNF | 15  | 18  | 16 | 15  | 15* | 14  | 12 |     |     |    |
| 2008   |     |     |     |     |     |     |     |     |     |     |     |    |     |     |     |    |     |     |    |
| DNF    | 16  | 17  | 13  |     |     |     |     |     |     |     |     |    |     |     |     |    |     |     |    |

| Legende  | Legende            | Legende                                                          |
| Farbe    | Abkürzung          | Bedeutung                                                        |
| -------- | ------------------ | ---------------------------------------------------------------- |
| Gold     | –                  | Sieg                                                             |
| Silber   | –                  | 2. Platz                                                         |
| Bronze   | –                  | 3. Platz                                                         |
| Grün     | –                  | Platzierung in den Punkten                                       |
| Blau     | –                  | Klassifiziert außerhalb der Punkteränge                          |
| Violett  | DNF                | Rennen nicht beendet (did not finish)                            |
| Violett  | NC                 | nicht klassifiziert (not classified)                             |
| Rot      | DNQ                | nicht qualifiziert (did not qualify)                             |
| Rot      | DNPQ               | in Vorqualifikation gescheitert (did not pre-qualify)            |
| Schwarz  | DSQ                | disqualifiziert (disqualified)                                   |
| Weiß     | DNS                | nicht am Start (did not start)                                   |
| Weiß     | WD                 | zurückgezogen (withdrawn)                                        |
| Hellblau | PO                 | nur am Training teilgenommen (practiced only)                    |
| Hellblau | TD                 | Freitags-Testfahrer (test driver)                                |
| ohne     | DNP                | nicht am Training teilgenommen (did not practice)                |
| ohne     | INJ                | verletzt oder krank (injured)                                    |
| ohne     | EX                 | ausgeschlossen (excluded)                                        |
| ohne     | DNA                | nicht erschienen (did not arrive)                                |
| ohne     | C                  | Rennen abgesagt (cancelled)                                      |
| ohne     | keine WM-Teilnahme |                                                                  |
| sonstige | P/fett             | Pole-Position                                                    |
| sonstige | 1/2/3/4/5/6/7/8    | Punktplatzierung im Sprint-/Qualifikationsrennen                 |
| sonstige | SR/kursiv          | Schnellste Rennrunde                                             |
| sonstige | *                  | nicht im Ziel, aufgrund der zurückgelegten Distanz aber gewertet |
| sonstige | ()                 | Streichresultate                                                 |
| sonstige | unterstrichen      | Führender in der Gesamtwertung                                   |

### Einzelergebnisse in der IndyCar Series
| Jahr | Team                         | 1   | 2   | 3    | 4   | 5    | 6    | 7    | 8   | 9   | 10   | 11   | 12   | 13  | 14  | 15   | 16   | 17  | 18  | 19  | Punkte | Rang |
| ---- | ---------------------------- | --- | --- | ---- | --- | ---- | ---- | ---- | --- | --- | ---- | ---- | ---- | --- | --- | ---- | ---- | --- | --- | --- | ------ | ---- |
| 2010 | KV Racing Technology         | SAO | STP | ALA  | LBH | KAN  | INDY | TXS  | IOW | WGL | TOR  | EDM  | MDO  | SNM | CHI | KTY  | MOT  | HMS |     |     | 214    | 21.  |
| 2010 | KV Racing Technology         | 22  | 22  | 25   | 18  | 24   | 2031 | 25   | 19  | 15  | 25   | 9    | 25   | 18  | 26  | 27   | 12   | 18  |     |     | 214    | 21.  |
| 2011 | KV Racing Technology – Lotus | STP | ALA | LBH  | SAO | INDY | TXS  | TXS  | MIL | IOW | TOR  | EDM  | MDO  | NHA | SNM | BAL  | MOT  | KTY | LSV |     | 297    | 13.  |
| 2011 | KV Racing Technology – Lotus | 5   | 16  | 21   | 8   | 3310 | 5    | 12   | 8   | 19  | 20   | 21   | 4    | 7   | 18  | 18   | 10   | 15  | C   |     | 297    | 13.  |
| 2012 | RLL                          | STP | ALA | LBH  | SAO | INDY | DET  | TXS  | MIL | IOW | TOR  | EDM  | MDO  | SNM | BAL | FON  |      |     |     |     | 281    | 14.  |
| 2012 | RLL                          | 22  | 24  | 8    | 3   | 1719 | 20   | 22   | 20  | 12  | 9    | 2    | 13   | 27  | 21  | 7    |      |     |     |     | 281    | 14.  |
| 2013 | A. J. Foyt Enterprises       | STP | ALA | LBH  | SAO | INDY | DET  | DET  | TXS | MIL | IOW  | POC  | TOR  | TOR | MDO | SNM  | BAL  | HOU | HOU | FON | 322    | 17.  |
| 2013 | A. J. Foyt Enterprises       | 8   | 14  | 1*   | 2*  | 1318 | 19   | 23   | 11  | 7*  | 237  | 22   | 24   | 20  | 22  | 23   | 24   | 17L | 14  | 17  | 322    | 17.  |
| 2014 | A. J. Foyt Enterprises       | STP | LBH | ALA  | IMS | INDY | DET  | DET  | TXS | HOU | HOU  | POC  | IOW  | TOR | TOR | MDO  | MIL  | SNM | FON |     | 350    | 18.  |
| 2014 | A. J. Foyt Enterprises       | 7L  | 22  | 13   | 9   | 1918 | 18   | 18L  | 18  | 22L | 19   | 21   | 22   | 23  | 5   | 18   | 15   | 4L  | 6   |     | 350    | 18.  |
| 2015 | A. J. Foyt Enterprises       | STP | NOL | LBH  | ALA | IMS  | INDY | DET  | DET | TXS | TOR  | FON  | MIL  | IOW | MDO | POC  | SNM  |     |     |     | 323    | 14.  |
| 2015 | A. J. Foyt Enterprises       | 13  | 22  | 18   | 17  | 9    | 13   | 11L  | 2   | 16  | 10   | 18L  | 14   | 19  | 24  | 6L   | 8    |     |     |     | 323    | 14.  |
| 2016 | A. J. Foyt Enterprises       | STP | PHO | LBH  | ALA | IMS  | INDY | DET  | DET | ROA | IOW  | TOR  | MDO  | POC | TXS | WGL  | SNM  |     |     |     | 320    | 17.  |
| 2016 | A. J. Foyt Enterprises       | 6   | 15  | 5    | 13  | 18   | 2612 | 11   | 10  | 17  | 11   | 5    | 9    | 22  | 20  | 17   | 14   |     |     |     | 320    | 17.  |
| 2017 | Andretti Autosport           | STP | LBH | ALA  | PHO | IMS  | INDY | DET  | DET | TXS | ROA  | IOW  | TOR  | MDO | POC | STL  | WGL  | SNM |     |     | 441    | 8.   |
| 2017 | Andretti Autosport           | 5L  | 18  | 9    | 16  | 12   | 1L4  | 8    | 4L  | 10  | 19   | 16   | 16   | 5   | 13  | 19   | 19   | 20  |     |     | 441    | 8.   |
| 2018 | RLL                          | STP | PHO | LBH  | ALA | IMS  | INDY | DET  | DET | TXS | ROA  | IOW  | TOR  | MDO | POC | STL  | POR  | SNM |     |     | 351    | 12.  |
| 2018 | RLL                          | 12  | 11  | 21   | 8   | 10   | 3216 | 5    | 17  | 7   | 4    | 3L   | 22   | 17  | 21  | 9L   | 1L   | 25  |     |     | 351    | 12.  |
| 2019 | RLL                          | STP | COA | ALA  | LBH | IMS  | INDY | DET  | DET | TXS | ROA  | TOR  | IOW  | MDO | POC | STL  | POR  | LAG |     |     | 415    | 9.   |
| 2019 | RLL                          | 19  | 7   | 1*   | 8L  | 14   | 3L14 | 3    | 14  | 15L | 10   | 22L  | 20   | 19  | 21  | 1L   | 15   | 21  |     |     | 415    | 9.   |
| 2020 | RLL                          | TXS | IMS | ROA  | ROA | IOW  | IOW  | INDY | STL | STL | MDO  | MDO  | IMS  | IMS | STP |      |      |     |     |     | 348    | 7.   |
| 2020 | RLL                          | 24  | 10  | 9    | 8   | 10L  | 21   | 1L3  | 2L  | 9*  | 17   | 18L  | 18   | 14  | 10  |      |      |     |     |     | 348    | 7.   |
| 2021 | RLL                          | ALA | STP | TXS  | TXS | IMS  | INDY | DET  | DET | ROA | MDO  | NSH  | IMS  | STL | POR | LAG  | LBH  |     |     |     | 324    | 11.  |
| 2021 | RLL                          | 13  | 6   | 9    | 14L | 16   | 1415 | 4    | 12  | 8L  | 10   | 25   | 10   | 6   | 12  | 27   | 9    |     |     |     | 324    | 11.  |
| 2022 | Dale Coyne Racing            | STP | TXS | LBH  | ALA | IMS  | INDY | DET  | ROA | MDO | TOR  | IOW1 | IOW2 | IMS | NSH | GAT  | POR  | LAG |     |     | 258    | 19.  |
| 2022 | Dale Coyne Racing            | 10  | 20L | 17   | 13  | 7    | 2510 | 13   | 15L | 14  | 25   | 21   | 10L  | 15  | 21  | 5L   | 18   | 23  |     |     | 258    | 19.  |
| 2023 | Chip Ganassi Racing          | STP | TXS | LBH  | ALA | IMS  | INDY | DET  | ROA | MDO | TOR  | IOW1 | IOW2 | NSH | IMS | GAT  | POR  | LAG |     |     | 70     | 29.  |
| 2023 | Chip Ganassi Racing          |     | 28  |      |     |      | 7L8  |      |     |     |      | 9L   | 25   |     |     | 26   |      |     |     |     | 70     | 29.  |
| 2024 | RLL                          | STP | LBH | ALA  | IMS | INDY | DET  | ROA  | LAG | MDO | IOW1 | IOW2 | TOR  | GAT | POR | MIL1 | MIL2 | NSH |     |     | 19     | 37.  |
| 2024 | RLL                          |     |     | 1410 |     |      |      |      |     |     |      |      |      |     |     |      |      |     |     |     | 19     | 37.  |

| Farbe      | Bedeutung                                          |
| ---------- | -------------------------------------------------- |
| Gold       | Sieger                                             |
| Silber     | 2. Platz                                           |
| Bronze     | 3. Platz                                           |
| Grün       | 4. und 5. Platz                                    |
| Hellblau   | 6. bis 10. Platz                                   |
| Dunkelblau | Rennen beendet (außerhalb der ersten zehn Piloten) |
| Violett    | Rennen nicht beendet                               |
| Rot        | nicht qualifiziert (DNQ)                           |
| Schwarz    | disqualifiziert (DSQ)                              |
| Weiß       | nicht am Start (DNS)                               |
| Weiß       | zurückgezogen (WD)                                 |
| Weiß       | Rennen abgesagt (C)                                |
| Blanko     | nicht teilgenommen                                 |
| Blanko     | nicht erschienen (DNA)                             |
| Blanko     | verletzt oder krank (INJ)                          |
| Blanko     | ausgeschlossen (EX)                                |

### Einzelergebnisse in der Super Formula
| Jahr | Team       | 1      | 2   | 3   | 4   | 5      | 6     | 7      | 8      | Punkte | Pos. |
| ---- | ---------- | ------ | --- | --- | --- | ------ | ----- | ------ | ------ | ------ | ---- |
| 2012 | Team Mugen | SUZ    | MOT | AUT | FUJ | MOT    | SUG 9 | SUZ 17 | SUZ 10 | 0      | 15.  |
| 2013 | Team Mugen | SUZ 15 | AUT | FUJ | MOT | SUG 11 | SUZ 9 | SUZ 8  |        | 0,5    | 18.  |

### Einzelergebnisse in der FIA-Formel-E-Meisterschaft
| Jahr    | Team        | 1   | 2   | 3   | 4   | 5   | 6   | 7   | 8   | 9   | 10  | 11  | Punkte | Rang |
| ------- | ----------- | --- | --- | --- | --- | --- | --- | --- | --- | --- | --- | --- | ------ | ---- |
| 2014/15 | Amlin Aguri | BEI | PUT | PUN | BUE | MIA | LBH | MON | BER | MOS | LON | LON | 2      | 24.  |
| 2014/15 | Amlin Aguri | DNF |     |     |     |     |     |     |     |     |     |     | 2      | 24.  |

| Legende                      | Legende       | Legende                                                                 |
| Farbe                        | Abkürzung     | Bedeutung                                                               |
| ---------------------------- | ------------- | ----------------------------------------------------------------------- |
| Gold                         | —             | Sieger                                                                  |
| Silber                       | —             | 2. Platz                                                                |
| Bronze                       | —             | 3. Platz                                                                |
| Grün                         | —             | Platzierung in den Punkten                                              |
| Blau                         | —             | Klassifiziert außerhalb der Punkteränge                                 |
| Violett                      | DNF           | Rennen nicht beendet                                                    |
| Violett                      | NC            | nicht klassifiziert                                                     |
| Rot                          | DNQ           | nicht qualifiziert                                                      |
| Schwarz                      | DSQ           | disqualifiziert                                                         |
| Weiß                         | DNS           | nicht am Start                                                          |
| Weiß                         | WD            | zurückgezogen                                                           |
| Weiß                         | C             | Rennen abgesagt                                                         |
| Blanko                       |               | nicht teilgenommen                                                      |
| Blanko                       | DNP           | gemeldet, aber nicht teilgenommen                                       |
| Blanko                       | INJ           | verletzt oder krank                                                     |
| Blanko                       | EX            | ausgeschlossen                                                          |
| sonstige Formate und Zeichen | P/fett        | Pole-Position                                                           |
| sonstige Formate und Zeichen | kursiv        | Schnellste Rennrunde (ab 2017/18: Schnellste Rennrunde der ersten Zehn) |
| sonstige Formate und Zeichen | unterstrichen | Führender in der Gesamtwertung                                          |
| sonstige Formate und Zeichen | °             | FanBoost                                                                |
| sonstige Formate und Zeichen | *             | nicht im Ziel, aufgrund der zurückgelegten Distanz aber gewertet        |
| sonstige Formate und Zeichen | ( )           | Streichresultat                                                         |